# کبودوال
کبودوال، در معنای لغوی و در گویش کتولی به عنوان گویش بومی منطقه از دو بخش کبود به معنای آبی و وال به معنای جوی آب، تشکیل شده که بخاطر پاک و آبی بودن رودخانه جاری در دل جنگلهای منطقه بدان نامیده شده و در بخشی از جنگلهای هیرکانی جلگه ای در رشته کوه البرز است که با پوشش گیاهی متنوع محل زندگی تعدادی از گونه‌های جانوری بوده و دارای مجموعه ای از آبشارها و دریاچه ای وسیع و همچنین یکی از زیباترین آبشارهای تمام خزه ای ایران است. این جنگل به فاصله ۵ کیلومتری از مرکز شهر و در جهت جنوب شرقی شهر علی آباد کتول از توابع استان گلستان قرار دارد.
در ابتدای ورودی این جنگل و در امتداد جاده، دریاچه سد مخزنی واقع می‌باشد که از یک چشمه اصلی در بالادست مجموعه آبشارها و رودخانه زرین گل آبگیری می‌گردد. در ادامه مسیر و با ورود به بخش جنگلی و در دامنه کوه هارون در میان دره اصلی مجموعه آبشارهای کوچک و بزرگی مشاهده می‌گردد که تقریباً تعداد آنها به هفت عدد می‌رسد، اما آبشار اصلی آبشاری تمام خزه ای است که پنجمین آبشار از این مجموعه می‌باشد.
فاصلهٔ این آبشار زیبا از مرکز شهر حدوداً ۱۱ کیلومتر بوده که در بخش پیاده‌روی آن برای سهولت دارای پلکان است.
هرسال با شروع فصل سرما عمر خزه‌های این آبشار به پایان رسیده و با شروع بهار در سال جدید خزه‌های جدید و سرسبز تمام آبشار را فرا می‌گیرد.
چشمه اصلی و پرآب که از دل زمین و در بالادست آبشار هفتم وجود دارد آب مجموعه این آبشارها را تأمین می‌کند که در عمق دره‌ای که جنگل انبوهی آن را پوشانده واقع گردیده‌است.
علاوه بر زیبایی خاص این آبشار دو عامل باعث اهمیت بیشتر این آبشار می‌گردد که اولی به دلیل قدمت تشکیل آن است، بر اساس پژوهشهای انجام شده فسیلی چند میلیون ساله و مربوط به دوران پالئوژن در کنار این آبشار قرار دارد که حدوداً مربوط به ۲۵ الی ۵۰ میلیون سال پیش بوده و زمان تشکیل این آبشار را نشان می‌دهد
و دوم اینکه به دلیل تأمین آب این آبشار از تنها چشمه بالادست مجموعه آبشارهای کبودوال که از دل زمین و در ارتفاع به بیرون می‌جوشد و در مسیر خود هیچ‌گونه منبع آبی دیگری از جمله رودخانه دائمی یا فصلی متشکل از آبهای سطح زمین بخاطر نزدیکی به آبشارها وارد آن نمی‌گردد پاک‌ترین آبشار ایران نام دارد و گواراترین آب آشامیدنی را داراست.
جاده دور دریاچهٔ سد کبودوال مکان مفرحی برای پیاده‌روی و دوچرخه سواری می‌باشد.

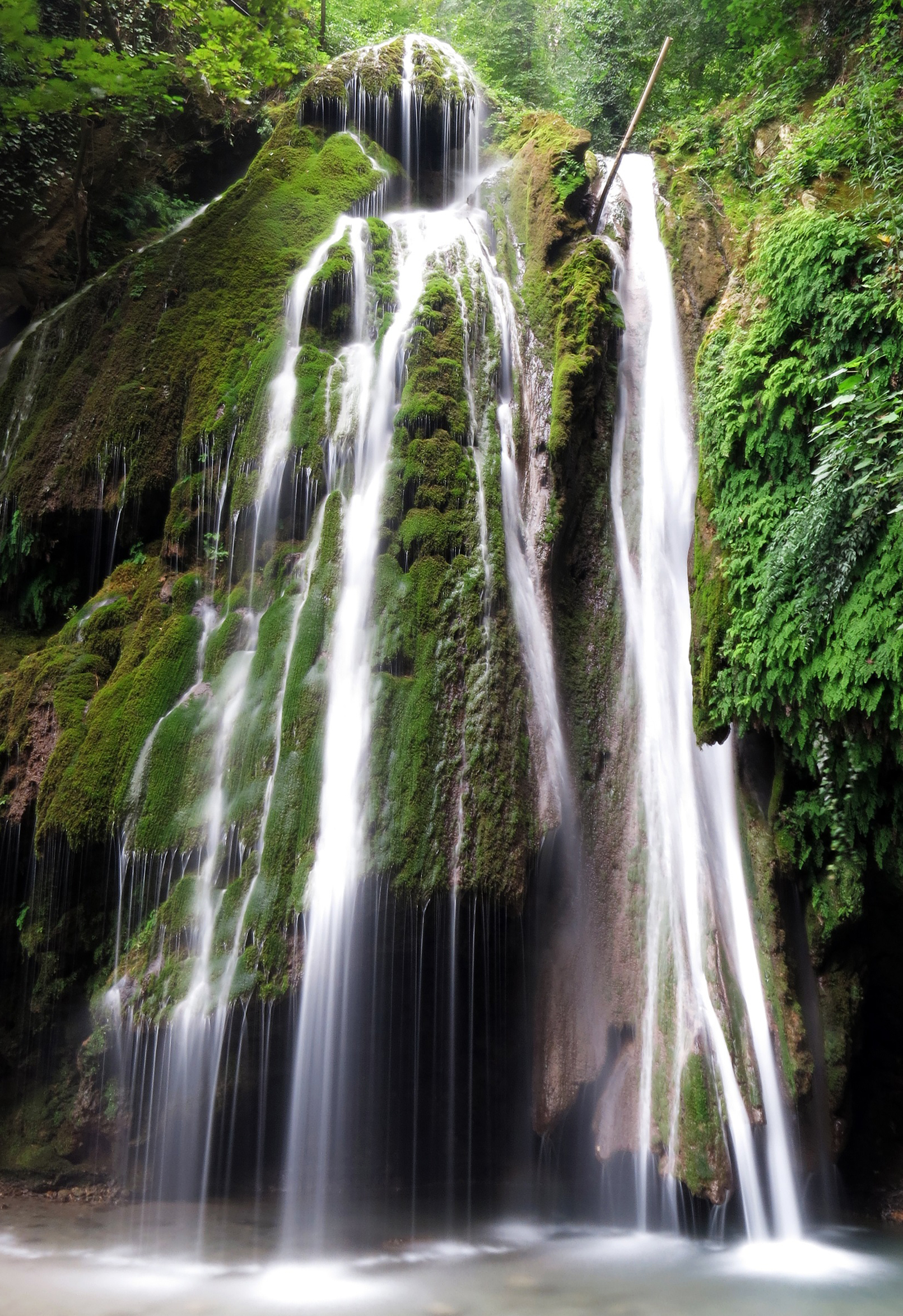
آبشار کبودوال

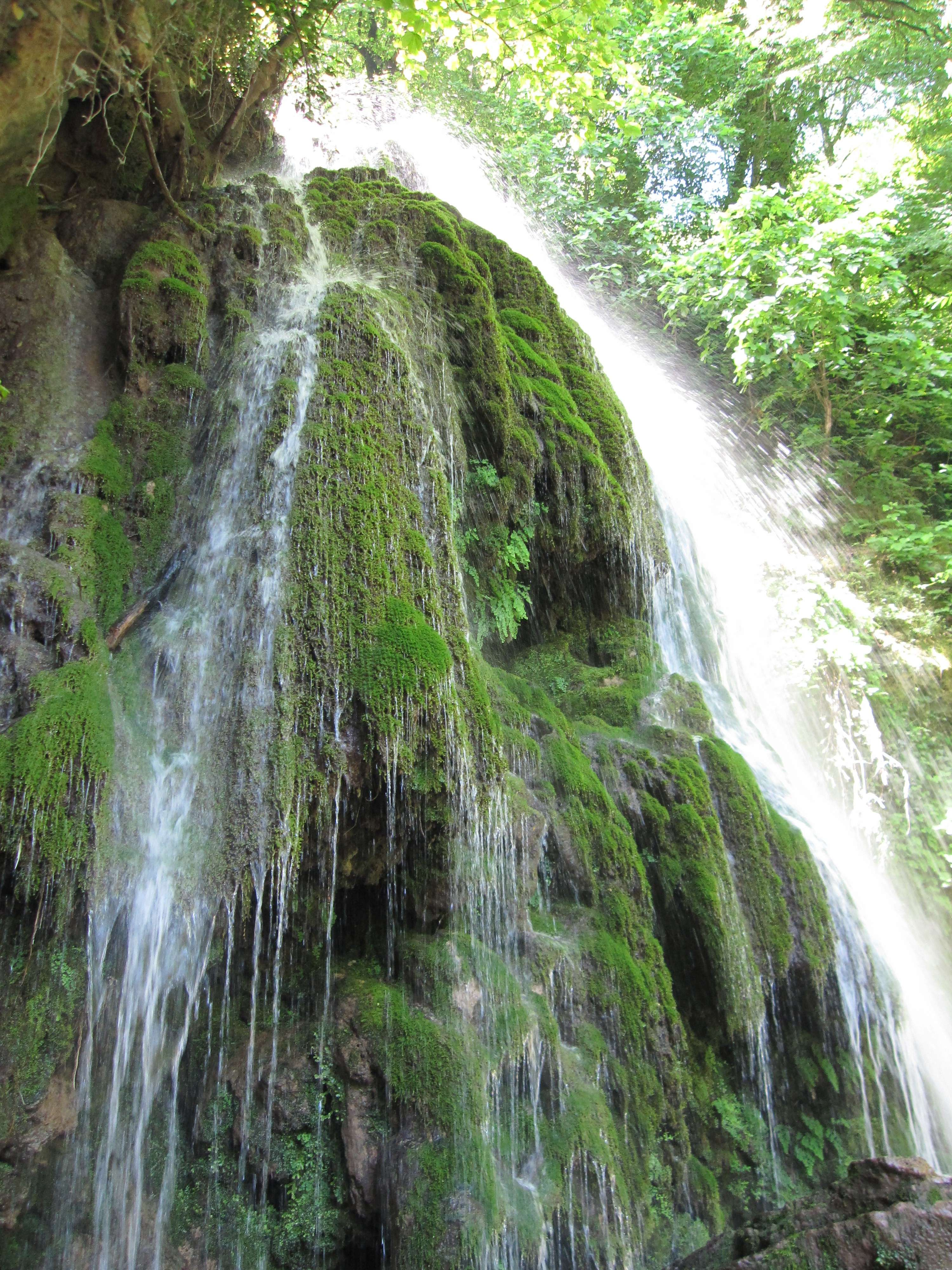
گلستان - علی‌آباد کتول - آبشار کبودوال